# Chaperon (nakrycie głowy)

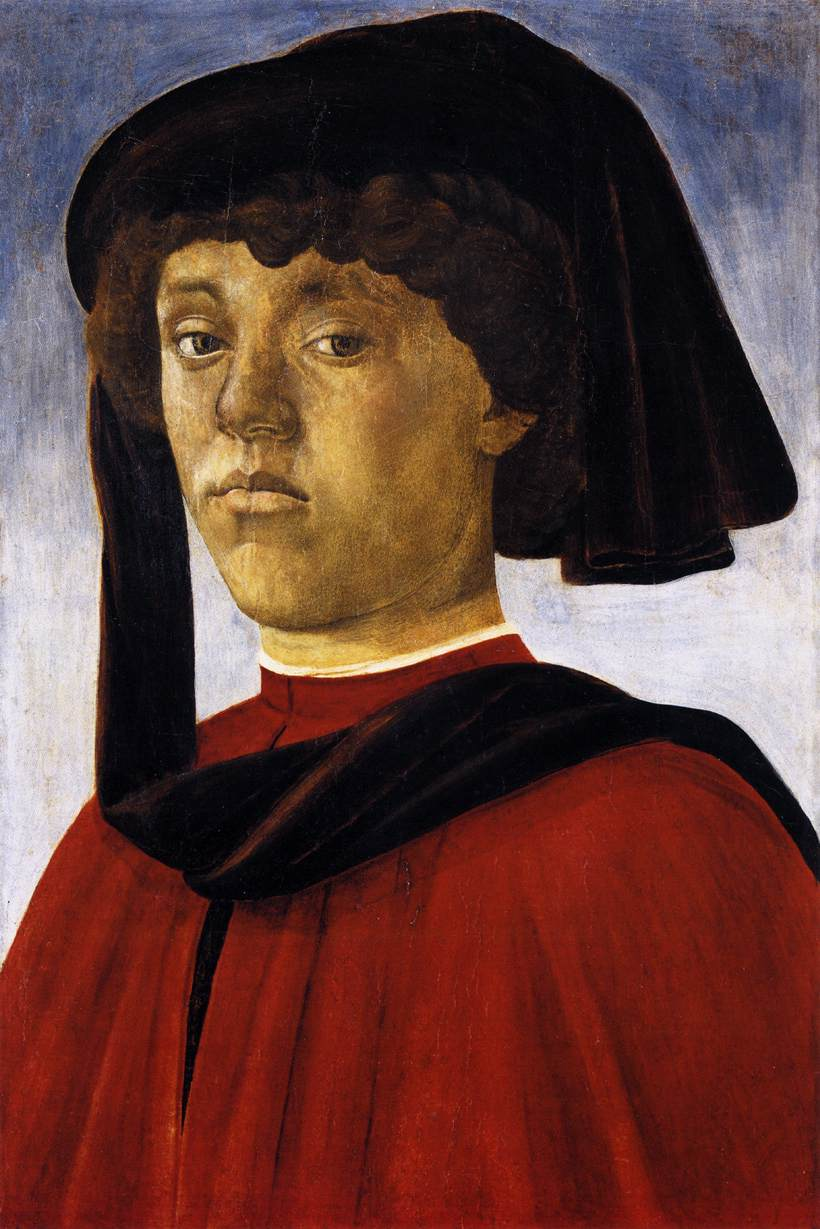
Chaperon na Portrecie młodzieńca Sandro Botticellego

Chaperon – męskie (głównie) nakrycie głowy znane w Europie od początku XIV wieku, szczyt popularności osiągnęło na przełomie XIV i XV wieku. Chaperon ewoluował z noszonego wcześniej i równolegle kaptura-peleryny, który zwijano fantazyjnie i zakładano na głowę na kształt turbanu.
Chaperon stanowił kombinację czapki frygijskiej z grubego otoka, ze spływającym z niego kapiszonem okrywającym ramiona. Składał się z sukiennego lub aksamitnego, wypchanego skrawkami materiału wałka, długiego "ogona" i fałdu materiału, pozostałego po kołnierzu kaptura, z którego ewoluowało to nakrycie głowy.
Le petit chaperon rouge to baśniowy „Czerwony Kapturek”.